# Estanislao Rendón

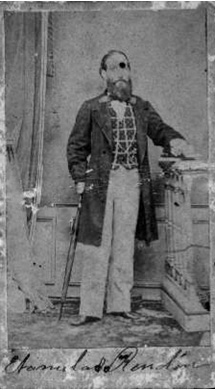
Retrato de ESTANISLAO RENDÓN
Circa 1860.
Colección: Carlos Viso C.
Macarapana
Municipio Bermúdez.

Estanislao Rendón (Cariaco, Estado Sucre, Venezuela, 7 de mayo de 1806 - Cumaná, Venezuela, 22 de enero de 1874), abogado, periodista y dirigente político liberal venezolano; fue diputado y senador de los Estados Unidos de Venezuela. 

## Hechos
Hijo de Pedro Rendón y de Rosalía Blanco del Rosal. En 1817, fue enviado al lado de un tío suyo en la isla de Santo Domingo (Actual República Dominicana), donde terminó sus estudios de filosofía; luego, se dirigió a La Habana (Cuba) con el fin de realizar estudios de jurisprudencia (Leyes), allí aparece registrado como natural de Islas Canarias, sin embargo, no existen registros de su partida de bautismo ni otro documento que certifique esto.
En 1826, volvió a Venezuela y fijó su residencia en Cumaná, en donde se dedicó a la propagación de las ideas liberales en boga en la época, a la vez que participó en labores político-administrativas. 
En enero de 1831 en Cumaná, Estanislao Rendón ataca alevosamente a fuetazos a Juan Manuel Cagigal. Entre 1833 y 1834, representó a la provincia de Cumaná ante la Cámara de Representantes.
En 1835, se unió a La Revolución de las Reformas, junto con Santiago Mariño, Diego Ibarra, Luis Perú de Lacroix, Pedro Briceño Méndez, José Tadeo Monagas, Andrés Level de Goda y Pedro Carujo, motivo por el cual tuvo que abandonar el país una vez sofocado el movimiento, saliendo al exilio por primera vez. 
Regresó en 1840 y se radicó nuevamente en Cumaná dedicado a su profesión de abogado. En esa ciudad, en 1844, fundó y redactó un periódico de nombre El Torrente, en el cual propagó la doctrina liberal. En 1848 es electo senador por Cumaná, cargo que mantuvo hasta 1853, fue presidente de la Cámara del Senado en 1849 y en 1850, candidato a la Presidencia de la República. 
El 24 de enero de 1848 jugó un papel decisivo en lo que se conoce como el atentado al Congreso de 1848, impidiendo el traslado de las discusiones a Puerto Cabello logrando así favorecer al General Monagas y los liberales.
En 1850, fue candidato a la presidencia compitiendo con José Gregorio Monagas y Antonio Leocadio Guzmán, todos liberales, perdiendo fuerza y abriendo el camino para que José Tadeo Monagas hiciera elegir a su hermano como presidente. Creando descontento en las filas del partido de gobierno y produciendo divisiones y rebeliones en los años sucesivos.
Formó parte de la Junta Provisoria de Gobierno de Cumaná, producto del alzamiento contra el gobierno de José Gregorio Monagas en 1853. Sofocada la rebelión, salió nuevamente exiliado y se residenció durante 5 años en Puerto Rico, Saint Thomas y Curazao.
En 1858, regresa al país y en este año nuevamente representó a su provincia natal ante la Convención Nacional de Valencia y fundó, junto con José Antonio Ramos y José Silverio González, un periódico en Cumaná de nombre La Federación. 
Fue uno de los pocos representantes del bando liberal en la Convención Nacional de Valencia instalada el 5 de julio de 1858 con el propósito de elaborar una nueva constitución luego del derrocamiento de José Tadeo Monagas, de la misma emanó una polémica Constitución cuya indefinición en torno a la forma de gobierno aceleró el desarrollo de la Guerra Federal.
El 1 de agosto de 1859, es nombrado para formar parte del gobierno provisorio provincial, mientras se obtuviese la voluntad de la provincia, junto a: Dr. José Manuel García, Dr. José Manuel Rivero, Lic. Juan de Dios Morales y Juan Crisóstomo Hurtado. Ese mismo año fue elegido Ministro de Relaciones Exteriores. 
En 1864, quedó ciego y sordo, por lo cual el gobierno nacional le acordó una pensión vitalicia. Era masón en grado 33. Fue pionero de la democracia en Venezuela, catalogado por los gobiernos conservadores como subversivo, por impartir ideas de democracia e igualdad de negros esclavos, indios y blancos a través de sus periódicos. Fue un destacado masón que alcanzó el grado 33. El 22 de enero de 1874, Estanislao Rendón ciego y sordo muere en Cumaná. En 1875, Martín Tovar y Tovar realiza su retrato, el cual se encuentra en la pinacoteca municipal de Cumaná, Edo. Sucre.

## Frases
En su boca se pone la frase: "La Federación es santa, celestial, divina..."
Recientemente se le ha atribuido a Estanislao Rendón, la autoría de la frase "Dios y Federación", la cual es considerada como lema de Estado.
"El Sistema Federativo, no es una invención de los hombres: lo que si es una invención es el centralismo. Obsérvese que en América todas las repúblicas principiaron por el sistema federativo, porque era natural y estaba en la naturaleza de las cosas mismas(...) El Centralismo es inventado como la monarquía y son sinónimos. Por eso un presidente en una república central es un rey hecho y derecho; solo en el nombre consiste la diferencia; pero las cosas son iguales. La monarquía puede cambiar de nombre, como Roma tomó el de Imperio: su esencia; sin embargo, no cambia porque el centralismo queda."

## Homenaje
- En Cumaná llevan su nombre una Escuela Básica ubicada en la Urbanización Cumanagoto 2 y una Calle honrando a este ilustre personaje.